# Língua gaddi
Gaddi (também chamada Gaddki, Gaddiyali ou Bharmauri) é uma língua Indo-Ariana da Índia. É falada pelo povo Gaddi principalmente em Bharmour Tehsil do distrito de Chamba em Himachal Pradesh, Índia. Também é falado nas partes vizinhas Jammu com aldeias Gaddi encontradas nos distritos  Udhampur, Kathua e Dodas..

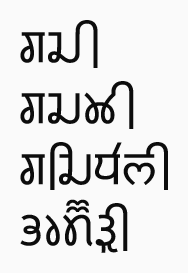
Gaddi, Gaddki, Gaddiyali, Bharmauri escritos em Takri

## Dialetos
Existem quatro dialetos da língua:
- O primeiro é falado em Bharmour, Chhatrari e Bhatyat Tehsils do distrito de Chamba e regiões onde se fala Gaddi do distrito de Kangra.
- O segundo é falado em consiste em Piyuhar, Belaj, Guun, Bakani, a parte superior de Mehla e Kaded, etc.
- O terceiro é falado na região de Basu e outras áreas adjacentes.
- O quarto é falado em Lilh e Paho.

## Situação
língua é comumente chamada de  Pahari ou Pahari Ocidental (Himachali). Alguns falantes podem até chamá-lo de dialeto da  Dogri. O idioma não tem status oficial. De acordo com a UNESCO, a língua é uma categoria definitivamente ameaçada, ou seja, muitas crianças Gaddi não estão mais aprendendo Gaddi como sua língua materna.
A demanda para a inclusão de 'Pahari (Himachali)' sob a Tabela Oito da Constituição, que supostamente representa várias línguas Pahari de Himachal Pradesh, foi feita no ano de 2010 pelo estado de Vidhan Sabha. There has been no positive progress on this matter since then even when small organisations are striving to save the language.

## Escritas
A língua Gaddi usa as escritas Takri , Devanagari

## Amostra de texto
क्ओकि प्रमात्मैं ऐस संसार रै मणु सोगी ऐसा प्रेम रखु कि तिनी अपणा इकलौता पुत्र दि दिता, ताकि जैडा कोई तैस पुर विस्वास करा सो नाश ना भोआ पर अनन्त जिन्दगी पा।
Transliteração
K’oki pramātmai ais sansār rai maṅu sogī aisā prem rakhu ki tinī apṅā iklautā putra di ditā, tāki jaiḍā koī tais pur visvās karā so nāś nā bhoā par ananta jindagī pā.
Português
Porque Deus amou o mundo de tal maneira que deu o seu Filho unigênito, para que todo aquele que nele crê não pereça, mas tenha a vida eterna. (João 3:16)